# Émilie Parendeau
Émilie Parendeau est une artiste visuelle, née à Ambilly en 1980.

## Biographie
Émilie Parendeau reçoit son diplôme de École nationale supérieure des beaux-arts de Lyon en 2008.
Elle interprète les œuvres d'autres artistes, dans une démarche qui est différente de celle des appropriationnistes,, qui s'approprient les œuvres des autres artistes. Le processus de création chez elle s'accompagne cependant de recherche et d'étude de l'œuvre d'autres artistes qui se concrétise finalement par une œuvre matérielle. Les lieux où elle expose sont également inclus dans cette phase préliminaire de recherche. Émilie Parendeau qualifie ce processus d'activation, et le définit comme une traduction plastique d'une forme textuelle qu'elle inscrit dans un nouveau contexte, le lieu d'exposition. L'exposition de 2013 au MAMCO illustre ce processus créatif propre à l'artiste. 
Ses œuvres sont exposées au MAMCO,,, et à la Villa Arson à Nice en 2015,.
Elle est lauréate du prix Manor en 2016,, pour Ça m'inquiète toujours ces sirènes,,
En septembre 2019 elle participe à une exposition à Rennes sur  le thème «Aplats et plages colorés : les monochromes et les livres d’artistes».

## Expositions
- 2009 : Le Réfectoire, Lyon[2],[14],[15],[16].
- 2010 : Bétonsalon, Paris[17].
- 2011 : 
  - Le Quartier, Quimper[18].
  - Centre d’art contemporain, Brétigny[19].
- 2012 : Peep-Hole, Milan[20],[21].
- 2014 : Art 3, Valence[22],[23].
- 2015 : Villa Arson, Nice[8],[24]
- 2019 : Mamco, Genève, 2013 – 2015, 2016[3]
- Université Rennes 2[13]